# Gustav von Senden-Bibran

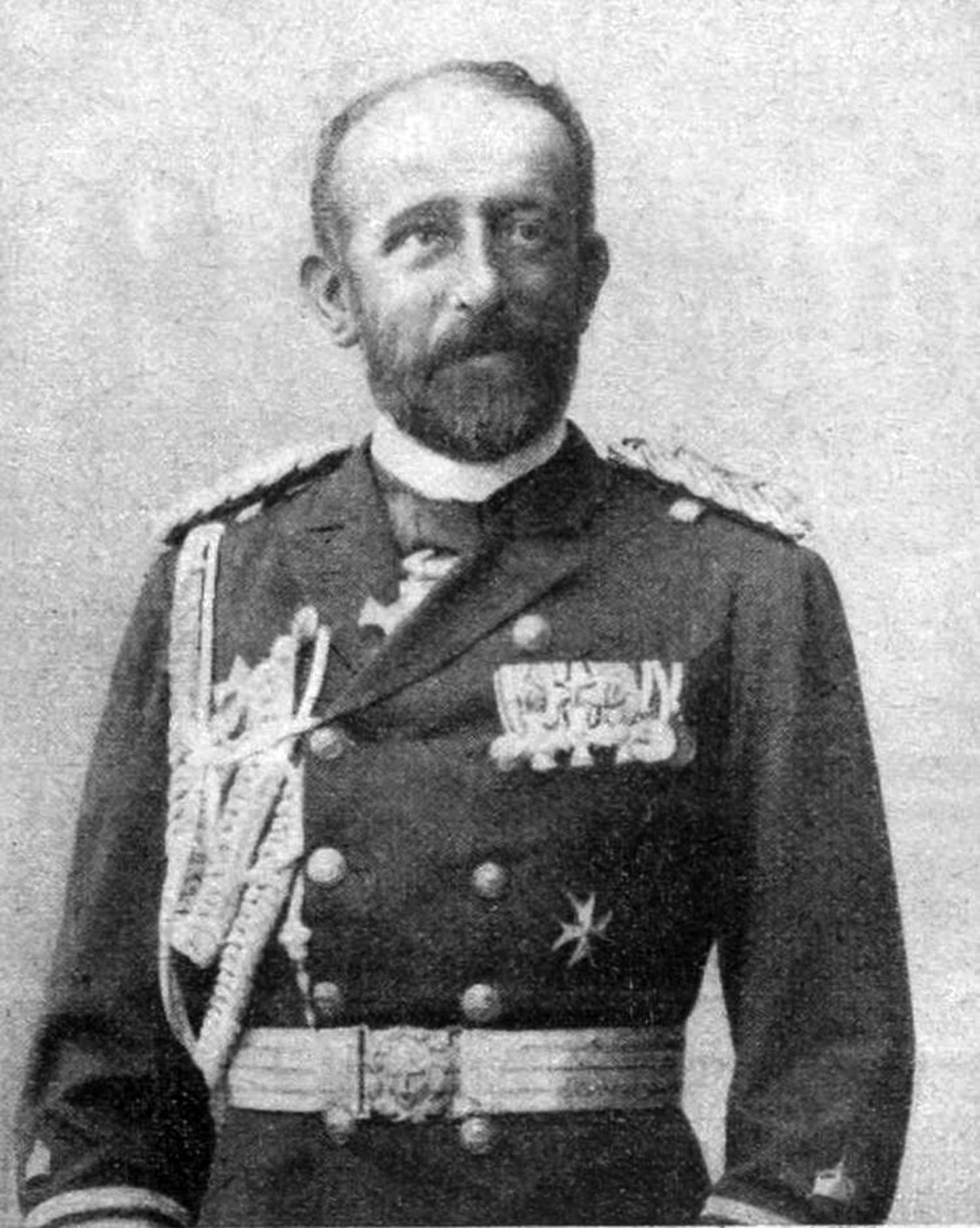
Gustav von Senden-Bibran

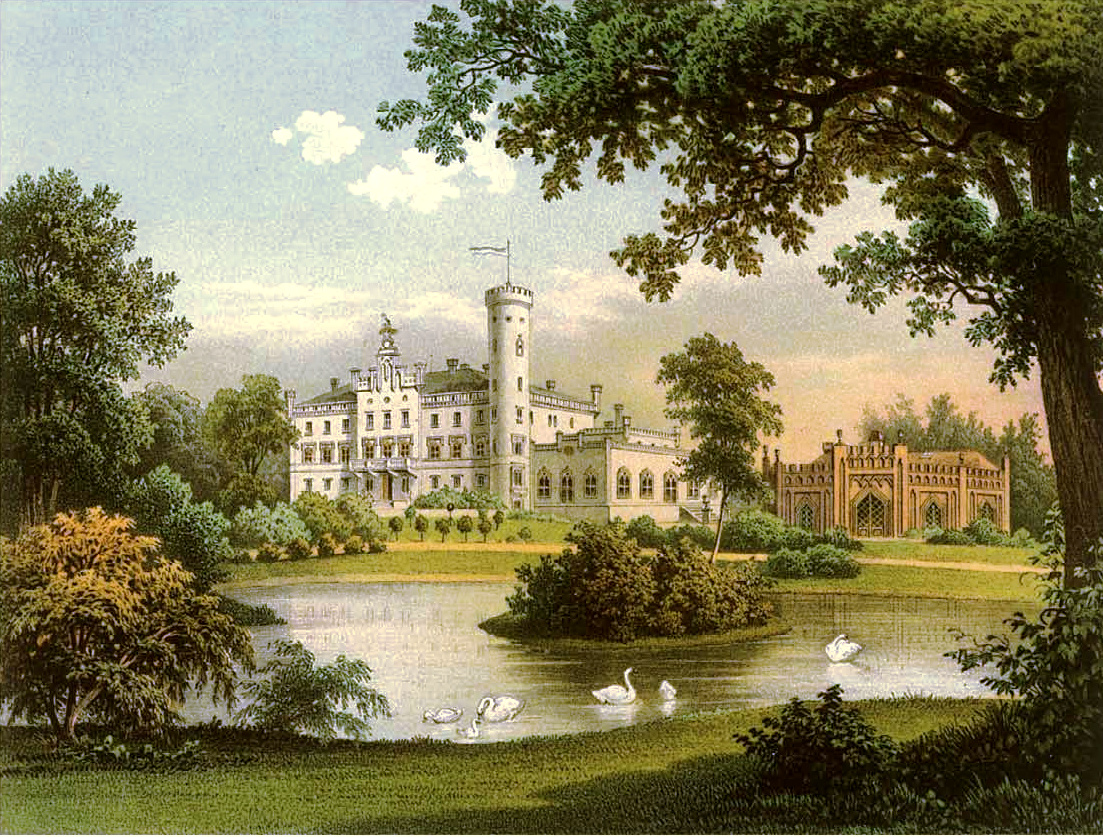
Schloss Reisicht um 1860, Sammlung Alexander Duncker

Gustav Ernst Otto Egon Freiherr von Senden-Bibran (* 23. Juli 1847 in Reisicht, Kreis Goldberg-Haynau, Provinz Schlesien; † 23. November 1909 in Berlin) war ein deutscher Admiral.

## Leben
Gustav war das fünfte Kind von Ludwig Freiherr von Senden und Bibran (1804–1883) und dessen Ehefrau Agnes, geborene von Kölichen genannt Freiin von Bibran und Modlau (1812–1890), Herrin auf Reisicht.
Senden-Bibran trat am 7. April 1862 in die Preußische Marine ein, wurde 1867 Unterleutnant zur See. Zeitweise auf der Isola Bella zum Schutz von Stresa stationiert, war er während des Deutsch-Französischen Krieges 1870/71 Kommandant eines der bei Orléans genommenen Flusskanonenboote.
Senden-Bibran machte zwischen 1874 und 1877 Reisen nach China, Japan und in die Südsee und besuchte später das Mittelmeer und Konstantinopel. Nach einer weiteren Reise um die Erde (1881–83) als Erster Offizier des Seekadettenschiffs SMS Elisabeth wurde Freiherr von Senden-Bibran in wichtigen Kommandos an Land verwendet.
Senden-Bibran war 1888 Kommandant des Panzerschiffs Bayern, auf dem Kaiser Wilhelm II. kurz nach seinem Amtsantritt eine Reise zu drei nordischen Höfen nach Sankt Petersburg, Stockholm und Kopenhagen unternahm. Am 13. November 1888 ernannte Wilhelm II. ihn zu seinem Flügeladjutant. Von März 1889 bis 1906 war er Chef des Marinekabinetts; 1892 wurde er Konteradmiral und 1899 schließlich Vizeadmiral.
Vom 20. Juni 1901 bis 23. November 1909 fungierte er als Generaladjutant des Kaisers und wurde in dieser Funktion am 14. November 1903 zum Admiral befördert. Am 7. Juli 1906 wurde Senden-Bibran wegen seiner angegriffenen Gesundheit zur Disposition und gleichzeitig à la suite des Seeoffizierkorps gestellt. Er starb unverheiratet nach einer Operation an einer Lungenentzündung im Hansa-Sanatorium in der Lessingstraße, beigesetzt wurde er in Reisicht.
Er war Rechtsritter des Johanniterordens und wurde mit 34 Orden ausgezeichnet, darunter dem Schwarzen Adlerorden und dem Großkreuz vom Roten Adlerorden mit Eichenlaub und der Krone.